# أدريان أوين
أدريان أوين هو عالم أعصاب كندي، ولد في 17 مايو 1966.